# Fenster XII aus dem Kreuzgang des Klosters Steinfeld

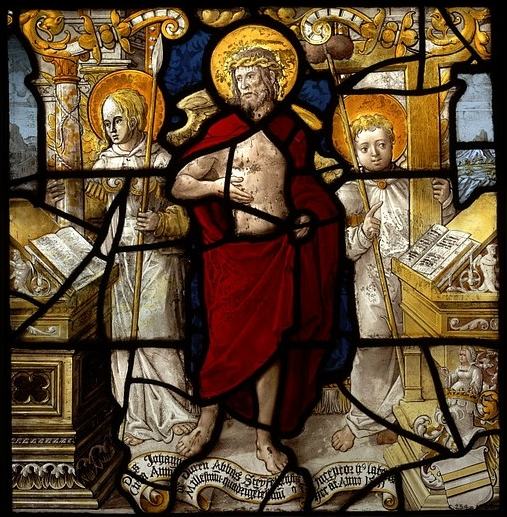
Scheibe Schmerzensmann aus dem Fenster XII im Kreuzgang des Klosters Steinfeld (mittlere Lanzette unten)

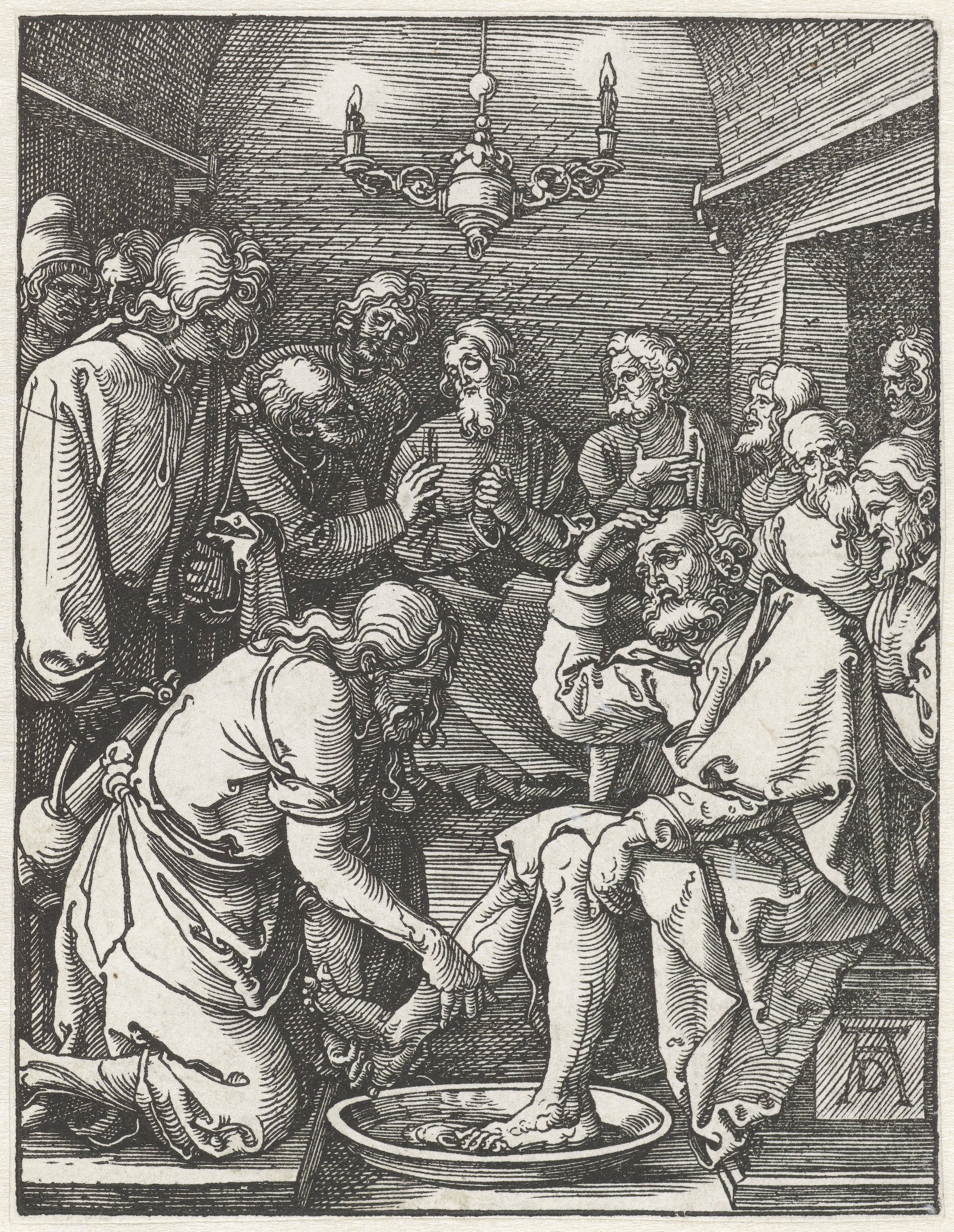
Fußwaschung Petri, Holzschnitt von Albrecht Dürer (1511)

Das Fenster XII im Kreuzgang des Klosters Steinfeld wurde 1531 von dem Glasmaler Gerhard Remsich in Köln geschaffen.  
Es bestand aus jeweils drei Scheiben in den drei Lanzetten und sechs Scheiben im Maßwerk. Die erhaltenen Scheiben befinden sich seit 1928 im Victoria and Albert Museum in London.

## Linke Lanzette
Die beiden Scheiben (Inventar-Nr. C.213-1928) oben zeigten die Fußwaschung Petri. Im Vordergrund kniet Jesus am Boden und wäscht Petrus die Füße. Dahinter beobachten die Apostel die Szene, einer von ihnen bringt Wasser herbei. In der Architektur oben sieht man zwei Propheten, der linke hält ein Schriftband mit der Inschrift: „SURG(IT) A COENA.JOH(ANNES).13“ (Er erhob sich vom Mahl. Johannes 13).
Größere Partien der Scheiben sind zu verschiedenen Zeiten ergänzt worden: Von der Architektur nahezu die gesamte obere Bildhälfte, alle Köpfe der oberen Bildhälfte und der Christuskopf.
Der Hauptszene liegt der Stich (B.25, siehe Foto rechts unten) der Kleinen Passion von Albrecht Dürer zugrunde.

## Mittlere Lanzette
Unten war der Schmerzensmann (Inventar-Nr. C.254-1928) dargestellt. Christus mit Dornenkrone ist mit einem purpurnem Mantel bekleidet. Er steht in der Bildmitte und weist auf seine Wunden. Zwei Engel stehen ihm zur Seite, der linke trägt die Geißelsäule und eine Lanze. Der rechte Engel trägt das Kreuz und eine Lanze mit dem Essigschwamm. An beiden Rändern stehen Betpulte, die die Überleitung zu den Stifterdarstellungen bilden. Auf der linken Lanzette unten befand sich Abt Johann der IV. von Düren und auf der rechten Lanzette unten Nikolaus von Nievenheim, jeweils mit ihren Schutzpatronen.
Die Inschrift zu Füßen Christi lautet: „D(OMINU)S Johann (...) DE DUREN: ABBAS STEY(N)FEL(DE)NSIS INCEPTOR H(UJUS) LAT(ERI)S CIR(C)A ANNU(M) (1499). HAEC A(U)T(EM) A(NN)O 1531“.

## Rechte Lanzette
Auf der unteren Scheibe (Inventar-Nr. C.283-1928) war der Apostel Andreas mit Stifter dargestellt. Die Scheibe wurde stark zu verschiedenen Zeiten restauriert, es sind nur noch wenige Stücke original erhalten. Der Apostel Andreas steht mit dem Kreuz seiner Marter, dem sogenannten Andreaskreuz, vor einem tiefroten Brokatvorhang. Ursprünglich kniete der Stifter Nikolaus von Nievenheim links vor dem heiligen Andreas.
Die rekonstruierte Inschrift am unteren Rand lautet: „(DOMINUS NICOLA)US NIVENEN PASTOR IN KALDE(N)KIRCHEN (FIDELIS DESER)VITOR P(RAE)LATORU(M) I(N) STEY(N)FELT ME DEDIT“ (Herr Nikolaus von Nievenheim Pastor in Kaldenkirchen, getreuer Verwalter für die Steinfelder Oberen, schenkte mich).

## Maßwerk
Die sechs Scheiben im Maßwerk sind nicht mehr vorhanden.